# Perzische muziek

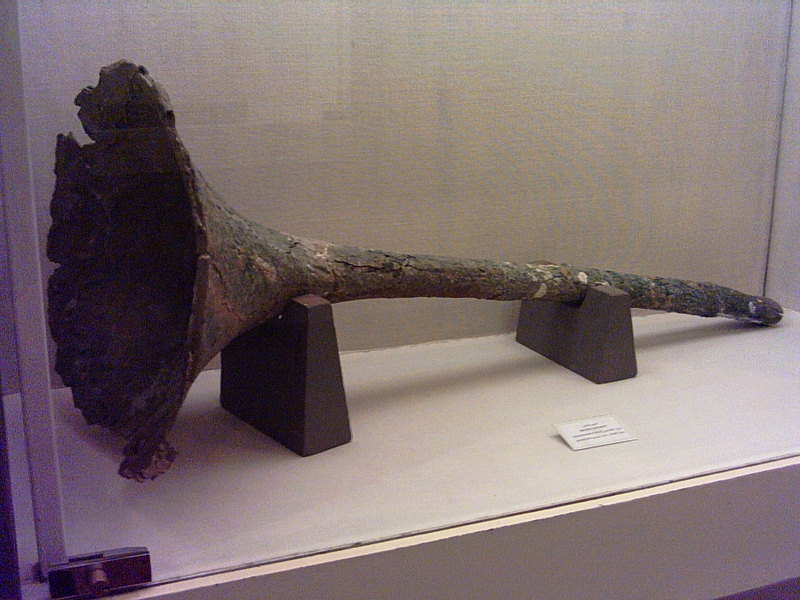
Een karna, een Perzisch muziekinstrument, uit de 6e eeuw v.Chr., Persepolis Museum

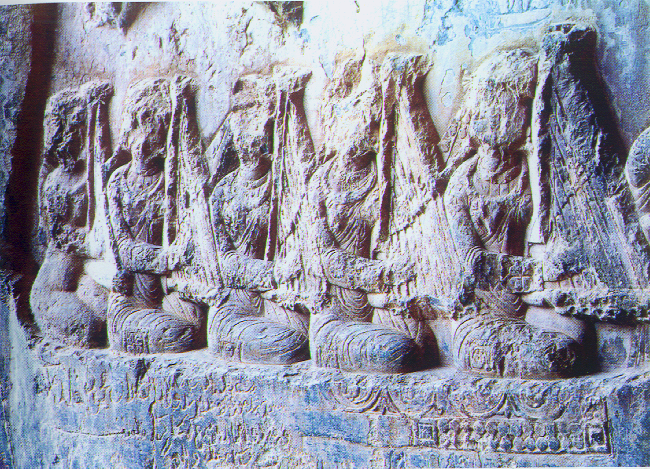
Harpisten in Perzië, 3e eeuw na Christus

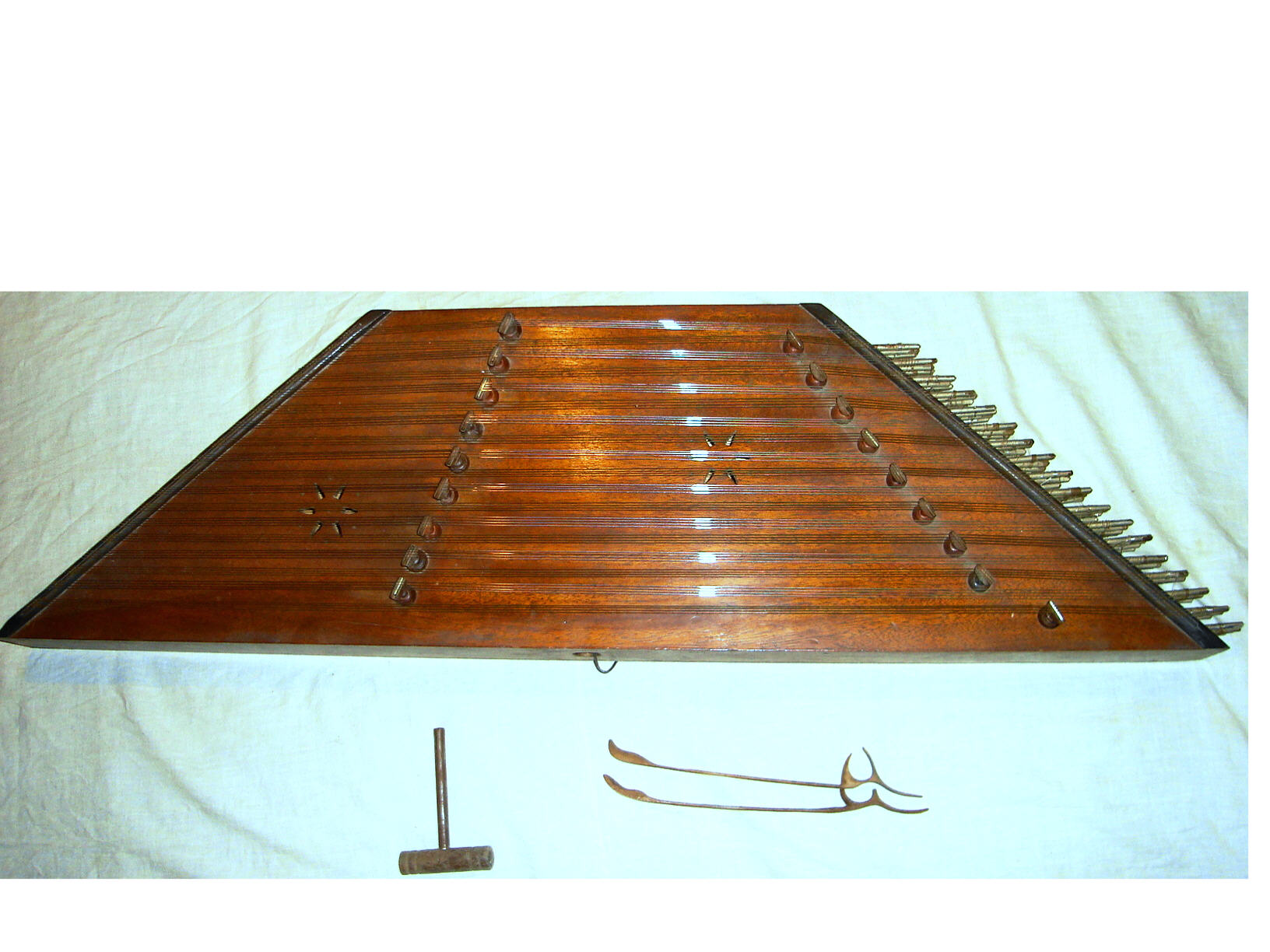
De santur is een van de meest populaire Instrumenten in de huidige Perzische muziek.

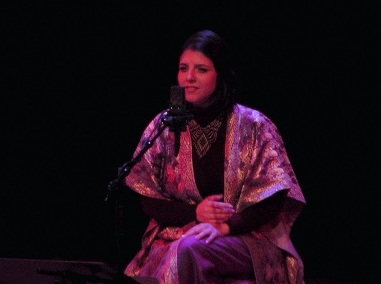
Sepideh Raissadat in een Perzisch klassiek concert in het Tropentheater, Amsterdam, 2012

Perzische muziek (Perzisch: موسیقی فارسی) is de muziek van Perzië (Iran) en andere Perzischtalige landen zoals Afghanistan en Tadzjikistan. Er zijn diverse soorten Perzische muziek, zoals klassieke (of traditionele) muziek, volksmuziek, symfonische muziek en pianomuziek.
De belangrijkste instrumenten voor klassieke Perzische muziek zijn de tar (langhalsluit), setar, santur, kamancheh (penvedel), ney (fluit), tombak (vaastrommel) en daf.

## Geschiedenis
Er zijn verschillende documenten waaruit blijkt dat muziek een lange geschiedenis in Perzië heeft gehad. Er is een grote karna in het Persepolis Museum uit de 6e eeuw voor Christus en een kunstobject uit het Sassanidische tijdperk (3e eeuw na Christus) dat muziekinstrumenten zoals de harp laat zien.
In de tijd nadat de Russen en de Britten Perzië waren binnengevallen, moedigde de Kadjaren-monarch Naser ed-Din Kadjar tijdens zijn heerschappij (1848-1896) betrekkingen met het Westen aan en voerde hij hervormingen door, zoals het oprichten van militaire kapellen in Europese stijl.
Het leverde een generatie op van musici en musicologen die klassieke Perzische en westerse muziektradities mixten, onder wie de meest invloedrijke de legerkolonel en virtuoos sitarspeler Ali Naqi Vaziri. Hij had harmonieleer en compositie in Berlijn en Parijs gestudeerd en leerde ook de viool en piano bespelen. Terug in Perzië voerde hij de boventoon in de muziekwereld: richtte muziekscholen op, schreef vele composities en publiceerde belangrijke boeken waarin hij de westerse tonale harmonieleer gebruikte om het klassieke Perzische idioom te beschrijven, te systematiseren en te verbeteren.
De artiest Vigen Derderian maakte in de jaren 1960 het ontstaan van een bloeiende popscene in Perzië/Iran mogelijk. Daarna werden Perzische zangers als Googoosh, Dariush en Hayedeh supersterren in binnen- en buitenland; met hun muziek speelden zij een combinatie van westerse en Perzische stijlen.

### Perzische muziek na de revolutie van 1979
Na de Iraanse Revolutie van 1979 werden de meeste openbare muziekoptredens verboden, behalve revolutionaire liederen op radio en televisie. In 1989 werd een fatwa uitgesproken die de verkoop mogelijk maakte van muziekinstrumenten voor ’ethische doelen’. De ruimte die toen voor optredens kwam was aan restricties gebonden, zoals op het gebied van erotiek en sensualiteit.
In het huidige Iran is de regulering van optredens en de verspreiding van muziek in handen van de Ershad, het ministerie van Cultuur en Islamitische Leiding en de door de regering gecontroleerde radio- en televisie omroep Seda o Sima. Onder president Khatami kwam er een 'dialoog tussen de beschavingen’ tot stand, waarna de omroep nieuwe popmuziek (pop-e-jadid) ging uitzenden. Dit was popmuziek in westerse stijl en gezongen in het Perzisch. Ballingen in Los Angeles gingen echter via de Voice of America de verbannen pop van voor de revolutie uitzenden, waaraan die muziek de naam los angelesi pop ontleent.
De nieuwe popartiesten van pop-e-jadid kenden geen vrouwelijke zangeressen, de teksten waren braver, het dansen tammer en de camera’s toonden amper instrumenten. Vanaf het jaar 2000 nam het officiële Fajr-muziekfestival in Teheran ook pop-e jadid op in het programma.
Wie in Iran zijn muziek niet laat goedkeuren door de regering, maakt deel uit van een muzikale ’underground’: van pop tot heavy metal en van jazz tot hiphop. Zo werd in 2010 de zanger Saeid ’Natch’ Najaf van de Iraanse popgroep The Plastic Wave vervolgd voor een optreden tijdens een illegaal openluchtconcert.

## Dastgah
De Perzische muziek is gebaseerd op modale structuren (dastgah), die op hun beurt zijn opgebouwd uit verschillende gusheh–haa, melodische figuren in een vrij ritme. Het totaal an gusheh-haa, georganiseerd in twaalf dastgah, wordt radif genoemd, wat ‘reeks’ betekent. Het is te vergelijken met de raga in de Indiase muziek.